# ジョン・ドミニー

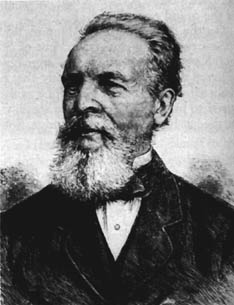
John Dominy

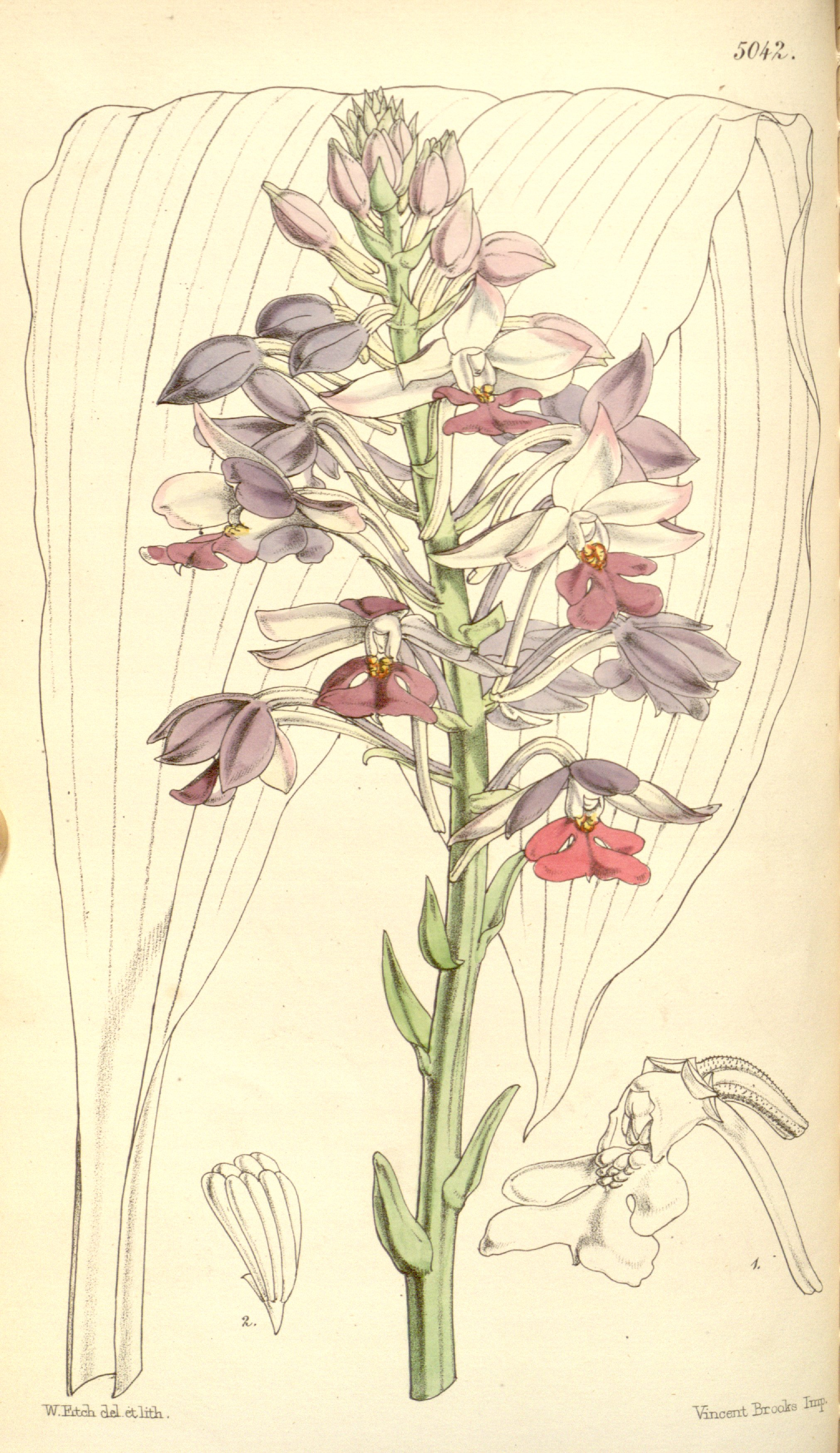
Calanthe × dominii
「カーティス・ボタニカル・マガジン」から

ジョン・ドミニー（John Dominy、1816年 – 1891年2月12日）はイギリスの園芸家で、園芸植物の交配を行った事で知られる。ヴィーチ商会（Veitch Nurseries：ヴィーチ園芸）で長く働いた。最初はエクスターのJames and James Veitch(1834年–1841年)で、後にチェルシーの支社(1846年頃–1880年)でも働いた。1856年に初めて人工交配させた、ランの交配種、Calanthe × dominii (Calanthe masuca × Calanthe triplicate、ラン科エビネ属)を開花させた)。ウツボカズラやフクシアの交配でも知られている。ヴィーチ商会の時代に、後に交配で有名になるジョン・セダンを育成したことでも知られる。

## 略歴
南デボン州のホニトンに近い、Gittishamで生まれた。庭師の修行をした後、1834年に、エクセターの園芸商、Lucombe, Pince & Co.に雇われるが数ヶ月後、近隣のヴィーチ園芸に移った。1841年までヴィーチ園芸で働いた後、コーンウォール、レッドルースのJ. P.マゴーの庭園の庭師長となった。1846年にチェルシーに新たに作られたヴィーチ商会の支社に戻り、最初に人工交配のランはチェルシーで1856年に開花した。ランの交配名の登録の最初のものとなった。1880年に健康上の理由で引退した。